# 遊井亮子
遊井 亮子（ゆうい りょうこ、1976年8月10日 - ）は、日本の女優。東京都出身。ボックスコーポレーション所属。

## 来歴・人物
出生地は母の実家のある長野県。子供のころは東京都北区で過ごし、小学1年生の終わりごろに葛飾区へ転居。その後葛飾区内で3回転居している。
中延学園高等学校（現・朋優学院高等学校）2年生の時に買い物に行った先の渋谷でスカウトされ、これが芸能界入りのきっかけとなる。
1995年のフジテレビビジュアルクイーン。趣味はF1観戦、考古学、英会話。特技は華道。
2時間ドラマをはじめ、テレビドラマの助演女優として多数出演している。
2020年4月2日放送の『アウト×デラックススペシャル』（フジテレビ）の番組内で、同番組ディレクターの浦川瞬との結婚を公表した。
2023年3月15日、自身のTwitterで離婚を発表した。

## 出演

### テレビドラマ

#### NHK
- 連続テレビ小説 甘辛しゃん（1997年10月6日 - 1998年4月4日） - 浅井まゆ子 役
- 冬の蛍（1997年1月 - 2月） - ヒロイン・森岡美樹 役
- 水曜ドラマの花束 女性捜査官アイキャッチャー（1999年5月19日 - 6月23日） - 五十嵐文 役
- 笹沢左保サスペンス 危険な協奏曲 第2回・最終話（2000年2月3日・10日、NHK-BS2）[7]
- ドラマ愛の詩 ズッコケ三人組3 第6回（2001年5月12日、NHK教育） - 静代 役
- 放送80周年記念 橋田壽賀子ドラマ ハルとナツ 届かなかった手紙（2005年10月2日 - 6日） - アイ子 役
- 土曜ドラマ
  - 外事警察（2009年11月14日 - 12月19日） - 渡辺昌代 役[8][9][10][11][12][13]
  - 七つの会議（2013年7月13日 - 8月3日） - 三沢奈々子 役
  - 一橋桐子の犯罪日記 第2話・第3話（2022年10月15日・22日） - 姫野里子 役
- 金魚倶楽部（2011年7月23日 - 10月1日） - 柊友恵 役
- プレミアムドラマ（NHK BSプレミアム）
  - そこをなんとか 第6話（2012年11月25日） - 村松真奈美 役
  - 終の棲家（2014年7月20日・27日） - 麻倉陽子 役
  - ひとつ星の恋〜天才漫才師 横山やすしと妻〜 後編（2014年11月30日）[14]
  - グレースの履歴 第7話・最終話（2023年4月30日・5月7日） - 河野久美 役
- よる★ドラ 書店員ミチルの身の上話 （2013年1月8日 - 3月12日） - 豊増妙子 役
- 本棚食堂（NHK BSプレミアム） - 桜田美希 役
  - 第1シリーズ（2014年8月18日・26日）
  - 第2シリーズ（2015年7月7日 - 28日・10月6日 - 27日）
- NHK木曜時代劇 ぼんくら 第5回・第8回・第9回（2014年11月13日・12月4日・11日） - おふじ 役[15][16][17]
- BS時代劇 神谷玄次郎捕物控2 第2回（2015年4月10日、NHK BSプレミアム） - おうめ 役

#### 日本テレビ
- 静かなるドン 第7話（1994年12月2日） - 立木美佐 役[18]
- 土曜グランド劇場 金田一少年の事件簿 ファイル1「異人館村殺人事件」（1995年7月15日） - 時田若葉 役[19]
- よみうりテレビ制作月曜10時枠連続ドラマ
  - ストーカー 逃げきれぬ愛（1997年1月6日 - 3月10日） - 岸本空 役
  - 奇跡の人（1998年10月12日 - 12月14日） - 河瀬由香 役
- 火曜サスペンス劇場 弁護士・朝日岳之助20「堕ちた向日葵」（2003年9月9日） - 房野麻美 役
- 水曜ドラマ
  - ラストプレゼント 娘と生きる最後の夏（2004年7月7日 - 9月15日） - 佐倉美樹 役
  - ハコヅメ〜たたかう! 交番女子〜 第2話（2021年7月14日） - 高木咲子 役
- 連続ドラマ小説 木下部長とボク 第2話・3話・10話（2010年1月21日・28日・3月18日） - 愛子 役
- 木曜ミステリーシアター 赤川次郎原作 毒〈ポイズン〉 第3話・第4話（2012年10月18日・25日） - 中野エリ子 役
- 木曜ドラマ
  - 慰謝料弁護士〜あなたの涙、お金に変えましょう〜 第4話（2014年1月30日） - 市川美咲 役
  - 恋がヘタでも生きてます 第6話 - 最終話（2017年5月11日 - 6月22日） - 馬場薫 役
  - 勝利の法廷式（2023年4月13日 - 6月15日） - 藤堂亜蘭 役[20]
- 日曜ドラマ ACMA:GAME アクマゲーム（2024年4月7日 - ） - 織田麗華 役[21]
- GO HOME〜警視庁身元不明人相談室〜 第6話（2024年8月24日） - 奈良岡文子 役[22][23]
- DOCTOR PRICE 第3話（2025年7月27日、読売テレビ） - 竹村法子 役[24]

#### TBSテレビ
- TBS火曜9時枠の連続ドラマ 私の運命（1994年10月11日 - 1995年3月21日） - 水田さおり 役
- 金曜ドラマ ジューン・ブライド（1995年4月14日 - 6月30日）- 斉藤里佳 役
- 月曜ドラマスペシャル→月曜ミステリー劇場→月曜ゴールデン→月曜名作劇場
  - 森村誠一サスペンス・フォトグラファー桜井美由紀3「暗黒凶像」（1998年8月24日） - 中川詩織 役
  - 新春ミステリー劇場 十津川警部シリーズ27「九州特急つばめ殺人事件」（2003年1月3日） - 山本宏子 役
  - 弁護士高見沢響子8（2006年11月6日） - 石川涼子 役
  - 警視庁南平班〜七人の刑事〜（2009年8月24日） - 湯原麻美 役
  - 十津川警部シリーズ44  特急ソニック殺人（2011年4月11日） - 小笠原ひろみ 役
  - 警視庁鑑識課〜南原幹司の鑑定〜2（2011年11月28日） - 有田清美 役
  - 世直し公務員ザ・公証人10（2012年2月27日） - 藤野小梅 役
  - 京都殺人授業 第一講座「雨の中の義経」（2013年2月18日） - 河本沙織 役
  - オバベン -京都ふたりの女弁護士-（2013年6月24日） - 歩川夏子 役
  - 信濃のコロンボ〜死者の木霊〜（2013年10月7日） - 君江 役
  - ツインズ〜早乙女兄弟の推理日誌〜（2014年1月27日） - 坂本エリコ 役
  - 駅弁刑事・神保徳之助9（2015年5月11日） - 安西留美子 役[25]
  - 世田谷駐在刑事3（2015年8月10日） - 武藤真由子 役
- 木曜ドラマ
  - ママチャリ刑事 第7話（1999年2月18日） - 奥本春美 役
  - ドールハウス 第8話（2004年3月4日） - 近藤真理 役
  - きらきら研修医 第2話（2007年1月18日）
- 恋する日曜日 「丘を越えて 〜Maybe Tomorrow」（2003年9月7日、BS-i） - るみ 役
- ドラマ30→ひるドラ
  - みこん六姉妹 - 寿四麻子 役
    - 第1シリーズ（2006年10月2日 - 11月24日）
    - 第2シリーズ（2008年3月3日 - 5月2日）

  - オーバー30（2009年1月5日 - 2月27日） - 若山美香 役
- 冬のサクラ（2011年1月16日 - 3月20日） - 村瀬千尋 役
- 日曜劇場 MONSTERS 第6話（2012年11月25日） - 香川敦子 役[26]
- 火曜ドラマ 東京スカーレット〜警視庁NS係 最終話（2014年9月9日） - 三原貴子 役
- ドラマイズム 往生際の意味を知れ!（2023年3月8日 - 4月26日、毎日放送・TBSテレビ） - 日下部美智 役[27]

#### フジテレビ
- 白線流しシリーズ（1996年 - 2005年） - 汐田茅乃 役
  - 白線流し（1996年1月11日 - 3月21日）
  - 白線流し 〜19の春（1997年8月8日）
  - 白線流し 〜二十歳の風（1999年1月15日）
  - 白線流し 〜旅立ちの詩（2001年10月26日）
  - 白線流し 〜二十五歳（2003年9月6日）
  - 白線流し・最終章 〜夢見る頃を過ぎても（2005年10月7日）
- TOKYO23区の女 第16回「板橋区の女」（1996年7月19日）[28]
- 金曜エンタテイメント→金曜プレステージ
  - 横溝正史シリーズ・悪魔が来りて笛を吹く（1996年10月25日） - 椿美禰子 役
  - スチュワーデス刑事 FINAL（2006年1月13日）
  - おばさんデカ 桜乙女の事件帖 第14作（2006年9月29日） - 山倉弓子 役[29]
  - 浅見光彦シリーズ 第27作「竹人形殺人事件」（2007年10月26日） - 片岡明子 役
  - 山村美紗十三回忌追悼 新・祇園芸妓シリーズ3「京都花嫁衣装殺人事件」（2008年2月8日） - 中森かおる 役[30]
  - 警部補・佐々木丈太郎4（2011年11月25日） - 浜田悠美子 役
  - 潔癖クンの殺人ファイル2（2015年6月19日） - 藤倉麻紀 役
- 火曜10時枠
  - シングルス（1997年10月14日 - 12月16日） - 小野寺若菜 役
  - ドンウォリー!（1998年4月14日 - 6月30日）
  - 結婚できない男 第1話（2006年7月4日） - パーティー会場の女性 役
  - 逃亡弁護士 第10話（2010年9月7日） - 大沢美恵子 役
- 剣客商売 第3シリーズ 第1話「手裏剣お秀」（2001年6月5日、松竹） - 杉原秀 役
- 東海テレビ制作昼の帯ドラマ
  - レッド（2001年10月2日 - 12月28日） - 主演・片瀬麻美 役
  - 碧の海〜LONG SUMMER〜（2014年6月30日 - 8月29日） - 上原美樹 役
- 木曜劇場
  - 大奥〜華の乱〜 第7話（2005年12月1日） - 菊江 役
  - 最高の離婚 （2013年1月10日 - 3月21日） - 日野明希 役
  - アライブ がん専門医のカルテ 第5話（2020年2月6日） - 長尾春香 役
  - SUPER RICH 第1話（2021年10月14日） - 小門真知子 役
- LIAR GAME - ディーラー・清蘭 役
  - season1（2007年4月14日 - 6月23日）[31]
  - Season2（2009年11月10日 - 2010年1月19日）[32]
- コード・ブルー -ドクターヘリ緊急救命-シリーズ - 轟木聖子 役
  - 1st season（2008年7月3日 - 9月11日） [33]
  - コード・ブルー -ドクターヘリ緊急救命- 新春スペシャル（2009年1月10日）[34]
  - 2nd season（2010年1月11日 - 3月22日）[35]
- 世にも奇妙な物語 '09春の特別編「クイズ天国 クイズ地獄」（2009年3月30日）
- フジテレビ火曜9時枠の連続ドラマ→火9ドラマ
  - 謎解きはディナーのあとで 第6話（2011年11月22日） - 藤倉美奈子 役
  - 健康で文化的な最低限度の生活 第8話（2018年9月4日、関西テレビ） - 金森恭子 役
- ドラマチック・サンデー 家族のうた 第7話（2012年5月27日） - 根本紗枝 役
- 月9
  - ガリレオ 第6話（2013年5月20日） - 篠田真希 役
  - 監察医 朝顔 最終話（2019年9月23日） - 遺体安置所の応援スタッフ（甲府中央大学） 役
  - シャーロック 第9話（2019年12月2日） - 高津みずえ 役
  - 元彼の遺言状 第5話（2022年5月9日） - 浜野美咲 役
  - 風間公親-教場0- 第6話（2023年5月15日） - 苅部朝子 役
  - 366日 第3話・第9話（2024年4月22日・6月3日） - 田中弓子 役[36][37]
- 土ドラ ファースト・クラス（2014年4月19日 - 6月21日、フジテレビ） - 松田静香 役
- 日本のヴァイオリン王〜名古屋が生んだ世界のマエストロ 鈴木政吉物語〜（2016年2月14日、東海テレビ） - 幸田延 役
- オトナの土ドラ
  - とげ 小市民 倉永晴之の逆襲（2016年10月8日 - 11月26日） - 柿園まみ 役
  - 13（2020年8月1日 - 22日） - 田辺佐緒里 役[38]
  - 浅草ラスボスおばあちゃん（2025年7月5日 - ） - 熊田久美 役[39]
- 直撃!シンソウ坂上SP ～日航123便からのメッセージ・33年目の真相～（2018年8月16日） - 村上須美子 役
- 脚本芸人 第3夜（2022年6月24日） - よしこ 役
- 火曜ACTION! #who am I（2023年3月8日 - 22日） - 青井幸恵 役[40]
- フジテレビ金曜9時枠の連続ドラマ
  - うちの弁護士は手がかかる 第6話（2023年11月17日） - 麻生悦子 役
  - イップス 第4話（2024年5月3日） - 江原尚子 役[41]
  - ビリオン×スクール 第1話（2024年7月5日） - 西谷恵美 役[42]

#### テレビ朝日
- 土曜ワイド劇場
  - 作家 小日向鋭介の推理日記3「呪われた文学賞」（1999年11月27日） - 青山緑 役
  - 京都マル秘仕事人2「5億円古美術鑑定士殺人事件」（2002年11月16日） - 小池絵里 役
  - 神父・草場一平の推理2（2005年8月27日） - 津川春佳 役
  - 鉄道捜査官7「大井川SL急行、密室展望車の殺意!」（2006年5月13日） - 石坂里美 役
  - 新船長の航海事件日誌（2006年7月8日） - 水島美知 役
  - 森村誠一の終着駅シリーズ20「砂漠の喫茶店」（2006年10月28日） - ホステス・尾花藤江 役
  - 西村京太郎トラベルミステリー47「五能線の女」（2006年12月16日） - ツアーコンダクター・阿部純子 役
    - 西村京太郎トラベルミステリー64「仙台・青葉の殺意」（2015年8月15日） - 江口ゆき 役

  - 法律事務所2「乗馬クラブ殺人事件!」（2008年4月12日） - 秘書・入江華子 役
  - 温泉若おかみの殺人推理19（2008年6月28日） - 橘亜紀 役
  - 新聞記者・鶴巻吾郎2（2008年8月23日） - 石田めぐみ 役
  - 終着駅の牛尾刑事VS事件記者冴子 第10作「森村誠一の完全犯罪の使者」（2010年12月18日） - 高坂昌子 役[43]
  - 人類学者・岬久美子の殺人鑑定2（2011年8月6日） - 武藤泉 役
  - 検事・朝日奈耀子12（2012年6月2日） - 新藤朝子 役
  - 京都南署鑑識ファイル7（2012年7月28日） - 中村奈緒 役
  - 天才刑事・野呂盆六7（2013年3月16日） - 岳見笙子 役
  - おかしな刑事10（2013年6月22日） - 矢野涼子 役
  - 司法教官・穂高美子3（2014年5月31日） - 白鳥真知子 役
  - 福原警部5（2014年9月20日） - 島津夕紀 役
  - タクシードライバーの推理日誌35（2014年10月11日） - 北永恵利 役
  - 法医学教室の事件ファイル40（2015年2月14日） - 中川知子 役
  - 京都人情捜査ファイル 2時間スペシャル 第一部（2015年4月25日） - 永山和恵 役
  - 再捜査刑事・片岡悠介8（2015年8月8日） - 矢崎日名子 役
  - 特捜セブン〜警視庁捜査一課7係（2016年2月27日） - 三田村沙奈絵 役
  - 新ヤメ検の女2（2016年11月26日、朝日放送・テレビ朝日系） - 萩原由香里 役
- 木曜ミステリー
  - 京都始末屋事件ファイル 第2話（1999年7月8日） - 水野真弓 役
  - 京都迷宮案内 第3シリーズ 第15話（2001年5月24日） - 池波詩織 役
  - おみやさん2 第4話（2003年5月8日） - 横山聡美 役
  - 女刑事みずき 京都洛西署物語 第8話（2007年8月23日） - 田辺東子 役
  - 捜査地図の女 第4話（2012年11月15日） - 榎木瑞穂 役
  - 最強のふたり〜京都府警 特別捜査班〜 第6話（2015年8月27日） - 三河洋子 役
  - 警視庁・捜査一課長2020 第2話（2020年4月16日） - 芳山千昭 役
- 水曜21時枠
  - はみだし刑事情熱系 PART5 第5話（2000年11月1日）
  - 臨場 続章 第10話・最終話 「最終章・渾身」（2010年6月16日・23日） - 北村清美 役[44][45]
  - 遺留捜査 第1シーズン 第3話（2011年4月27日） - 町山千尋 役
  - Answer〜警視庁検証捜査官 第7話（2012年5月30日） - 滝沢美奈代 役
  - 刑事7人 Season2 第8話（2016年9月7日） - 伊吹響子 役
  - 特捜9 第6話（2018年5月16日） - 近藤瑠未 役
- 金曜ナイトドラマ
  - ああ探偵事務所 第6話（2004年8月13日） - 原ノ町真紀 役
  - 特命係長 只野仁 2ndシーズン 最終話（2005年3月18日） - 八角江美 役
  - 13歳のハローワーク 第3話（2012年1月27日） - 若槻葵 役
  - 都市伝説の女 第6話（2012年5月18日） - 津村香 役
  - 家政夫のミタゾノ 第4シリーズ 第7話（2020年7月17日） - 芦田詩織 役
  - NICE FLIGHT! 第6話 - 最終話（2022年7月22日） - 榛名修子 役[46]
  - 波よ聞いてくれ 第7話（2023年6月2日） - 多野深雪 役
- 木曜時代劇→月曜時代劇→火曜時代劇
  - 八丁堀の七人 第5シリーズ 第9話（2004年3月1日） - おりん 役
  - 名奉行! 大岡越前 第1シリーズ 第5話「直助 権兵衛の一件」（2005年5月16日） - お照 役
  - 銭形平次 第2シリーズ 第7話「追いつめられた平次 温情の十手」（2005年8月29日） - お夕 役
- サスペンス特別企画 虚貌 顔のない殺人者[注 1]（2005年7月7日） - 滝中朱音（カメラマン） 役
- 木曜ドラマ
  - 7人の女弁護士 第4話（2006年5月4日） - 高梨明美 役
  - 告発〜国選弁護人 第3話（2011年1月27日） - 古川ようこ 役
  - DOCTORS〜最強の名医〜 最終話（2011年12月15日） - 高杉尚子 役
  - BG～身辺警護人～ 第7話（2018年3月1日） - 村中翔子 役
- 警視庁捜査一課9係シリーズ
  - 警視庁捜査一課9係 第9話（2006年6月14日） - 赤羽沙織 役
  - 警視庁捜査一課9係 season3 第9話（2008年6月11日） - 秘書・春田絵里子 役
  - 新・警視庁捜査一課9係 season3 最終話（2011年9月14日） - 西川恵 役
  - 警視庁捜査一課9係 season8 第8話（2013年8月28日） - 武藤香織 役
- 相棒シリーズ
  - Season5 第16話（2007年2月7日） - 川本康江 役
  - Season18 第10話（2019年12月18日） - 桜井里美 役
- 科捜研の女シリーズ
  - 新・科捜研の女 第4話（2008年5月15日） - 柴本夏美 役
  - 科捜研の女 第13シリーズ 第6話（2013年11月21日） - 菅原雪奈 役
  - 科捜研の女 第19シリーズ 第21話（2019年11月21日） - 椎名小百合 役
  - 科捜研の女 Season21 第14話（2022年3月10日） - 賀茂井恵美 役
- 仮面ライダーシリーズ
  - 仮面ライダーキバ 第17話・18話（2008年5月18日・25日） - 倉沢マミ 役
  - 仮面ライダーW 第43・44話（2010年7月18日・25日） - 後藤良枝 役
  - 仮面ライダーギーツ 第3話 - 第45話（2022年9月18日 - 2023年7月23日） - 鞍馬伊瑠美 役[47]
- 警視庁失踪人捜査課 第4話「4年消えていた男」（2010年5月7日） - 川原美樹 役
- ドラマスペシャル 灰色の虹（2012年5月19日） - 江木杏子 役
- 松本清張没後20年特別企画 ドラマスペシャル 波の塔（2012年6月23日） - 蝶丸 役
- 松本清張ドラマスペシャル・地方紙を買う女〜作家・杉本隆治の推理（2016年3月12日） - 由紀子 役
- 日曜ワイド→日曜プライム
  - ドクター彦次郎3（2017年8月20日） - 岩崎真理子 役
  - 科捜研の女 スペシャル10（2017年10月15日） - 牧野佳代子 役
  - 白い刑事 （2017年10月22日） - 山下めぐみ 役
- 土曜ナイトドラマ
  - べしゃり暮らし 第4話 （2019年8月17日） - 久保田はるみ 役
- 僕らのミクロな終末（2023年1月30日 - 3月20日、朝日放送） - 仁科真澄の母 役[48]

#### テレビ東京
- 素晴らしき家族旅行 第8話（1998年8月19日）[49]
- 女と愛とミステリー→水曜ミステリー9（第1期）→水曜シアター9→水曜ミステリー9（第2期）→水曜エンタ・水曜ミステリー9
  - 絆（2002年3月20日） - 原島彩 役
  - 文書鑑定人・白鳥あやめの事件ファイル〜三万分の一の告発（2002年6月12日） - 白鳥いづみ 役
  - 監察医・篠宮葉月 死体は語る 第4作（2004年1月14日） - 大塚ひろ子 役
  - 北アルプス山岳救助隊・紫門一鬼 第7作「白馬大雪渓・殺意の罠」（2005年9月7日） - 篠田由香 役[50]
  - 旅行作家・茶屋次郎6「伊豆狩野川殺人事件」（2006年5月10日） - 高柳みさき 役[51]
  - 鉄道警察官・清村公三郎 第8作「鎌倉・江の島 追憶の殺人」（2012年2月8日） - 飯島結衣 役
  - 北海道警事件ファイル 警部補 五条聖子「過去からの脅迫者」（2012年10月24日） - 木原音々（兵頭千恵） 役
  - 刑事・ガサ姫〜特命・家宅捜索班〜2（2013年5月8日） - 松田千香 役
  - 検事・沢木正夫「第三の容疑者」（2013年9月25日） - 財部優子 役
  - 信州山岳刑事 道原伝吉2（2014年5月28日） - 丸本加奈子 役
- 経済ドキュメンタリードラマ ルビコンの決断
  - 「省エネ電球で世界を照らせ 〜東芝 大転換の決断〜」（2010年4月22日） - 東芝ライテックのデザイナー 役[52]
  - 「元OLが企業買収〜負債総額57億円 老舗洋菓子の再建に挑む〜」（2010年8月5日） - 広野道子 役[53]
- 新春ワイド時代劇「忠臣蔵〜その義その愛」（2012年1月2日） - 志乃 役
- 孤独のグルメ Season3 第2話（2013年7月17日） - 坂上栞 役
- 甲殻不動戦記 ロボサン 第3話（2014年11月1日） - マリーのお母さん 役
- 松本清張ミステリー時代劇 第1話「流人騒ぎ」（2015年4月7日、BSジャパン） - てご 役
- 金曜8時のドラマ→ドラマ8
  - ドクター調査班〜医療事故の闇を暴け〜 第1話（2016年4月22日） - 柴田あかね 役
  - 記憶捜査〜新宿東署事件ファイル〜 第4話 （2019年2月8日） - 牧野智子 役[54]
  - 執事 西園寺の名推理2 第3話（2019年5月10日） - 高瀬史緒里 役
  - 特命刑事 カクホの女2 第4話（2019年11月15日） - 沢口香苗 役
  - 今野敏サスペンス 機捜235×強行犯係 樋口顕 第3話（2023年2月10日） - 蓮沼美那子 役[55]
- 連続ドラマJ→土曜ドラマ9（BSジャパン→BSテレ東）
  - プリズンホテル（2017年11月18日） - 阿部マリア 役
  - たそがれ優作（2023年10月7日 - 11月25日、BSテレビ東京4K） - 松田久美 役[56]
- ガールズ×戦士シリーズ 魔法×戦士 マジマジョピュアーズ!（2018年4月15日） - 小田原マリン 役
- ドラマ25 絶メシロード 第9話・第10話（2020年3月21日・28日） - 鏑木景子 役
- 月曜プレミア8
  - 作家刑事 毒島真理（2020年11月30日） - 羽衣サヤ 役[57]
  - 再雇用警察官4（2022年7月4日） - 池ノ上美世 役
- アイカツプラネット!（2021年2月28日） - 響子の母 役
- こどものグルメ（2021年11月20日） - マミー 役
- ドラマParavi メンタル強め美女白川さん 第6話 - 第8話（2022年5月12日 - 26日） - 羽柴美雪 役[58]
- 木ドラ24 ナースが婚活（2024年1月12日 - 3月1日） - 鷹野珠代 役[59]
- Qrosの女 スクープという名の狂気 第2話・第6話（2024年10月14日・11月11日） - 宇野美和 役[60]
- D&D〜医者と刑事の捜査線〜 最終話（2024年11月29日） - 峰山京子 役[61]
- 今夜は…純烈 「推しに我慢しない」（2025年3月5日 - 、テレビ東京） - 長岡幸子 役[62]
- ジョフウ 〜女性に××××って必要ですか?〜（2025年4月2日 - 6月4日、テレビ東京） - 深田翔子 役[63]
- 夫よ、死んでくれないか（2025年4月7日 - 6月23日、テレビ東京） - 立花瑤子 役[64]

#### その他
- 故郷（フルサト）〜京都から21世紀のアジアへ〜（2001年、KBS京都）[65]
- 連続ドラマW
  - 雨に消えた向日葵（2022年7月24日 - 8月21日、WOWOW） - 石岡秋奈 役[66]
- 復讐カレシ〜溺愛社長の顔にはウラがある〜（2025年2月28日 - 4月18日、毎日放送） - 佐鳥光子 役[67]

### CM
- ソニー損保 火災保険（2020年） - 横田栄司との夫婦役で、松本白鸚が最後に締めるという構成。
  - 「火災保険とわたし（補償）」篇
  - 「火災保険とわたし（地震）」篇

### テレビアニメ
- 遊☆戯☆王ARC-V（2014年4月6日 - 、テレビ東京） - 榊洋子 役[68]
- 火ノ丸相撲（2018年11月23日・2019年2月22日、TOKYO MXほか） - 高荷師範 役

### 映画
- 公安警察捜査官（2007年、円谷エンターテインメント） - ナオミ・サイジョー 役
- 劇場版 田園ボーイズ（2020年）

### 舞台
- 劇団たいしゅう小説家 第6回公演「GOOD LADY X BAD BOY」（2004年12月、東京芸術劇場小ホール）
- LEMON LIVE VL.8「TRAIN-TRAIN」（2011年7月、下北沢駅前劇場）

### Vシネマ
- スペース・スクワッド（2017年 東映） - ソフィ長官 役

### 配信ドラマ
- 恋愛バトルロワイヤル（2024年8月29日〈予定〉 - 、Netflix）[69]

### ドラマCD
- マガジンCDブック4 頭文字D（1997年、講談社） - 茂木なつき役